# Conophytum piluliforme
Conophytum piluliforme är en isörtsväxtart. Conophytum piluliforme ingår i släktet Conophytum, och familjen isörtsväxter.

## Underarter
Arten delas in i följande underarter:
- C. p. edwardii
- C. p. piluliforme

## Bildgalleri

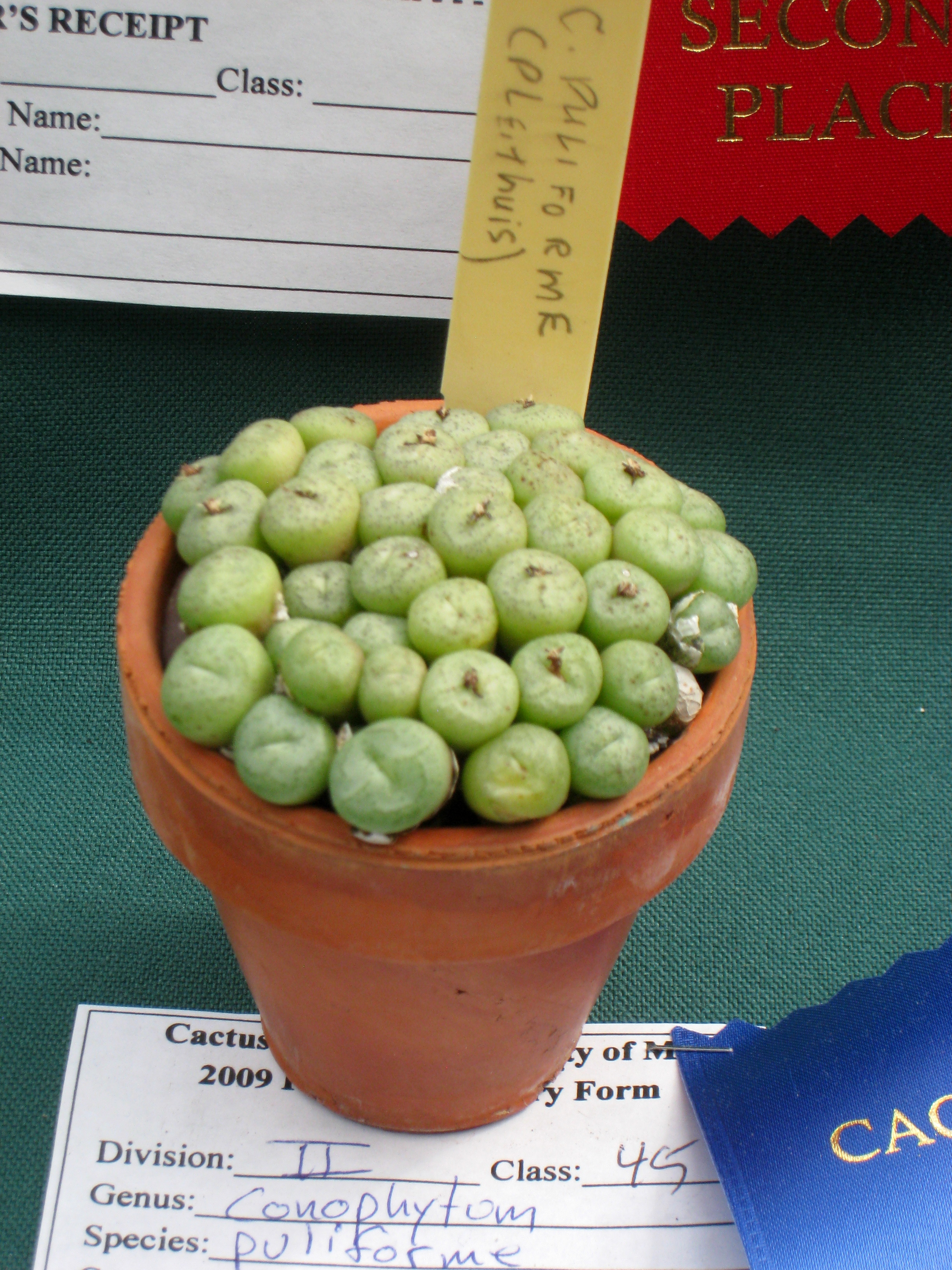
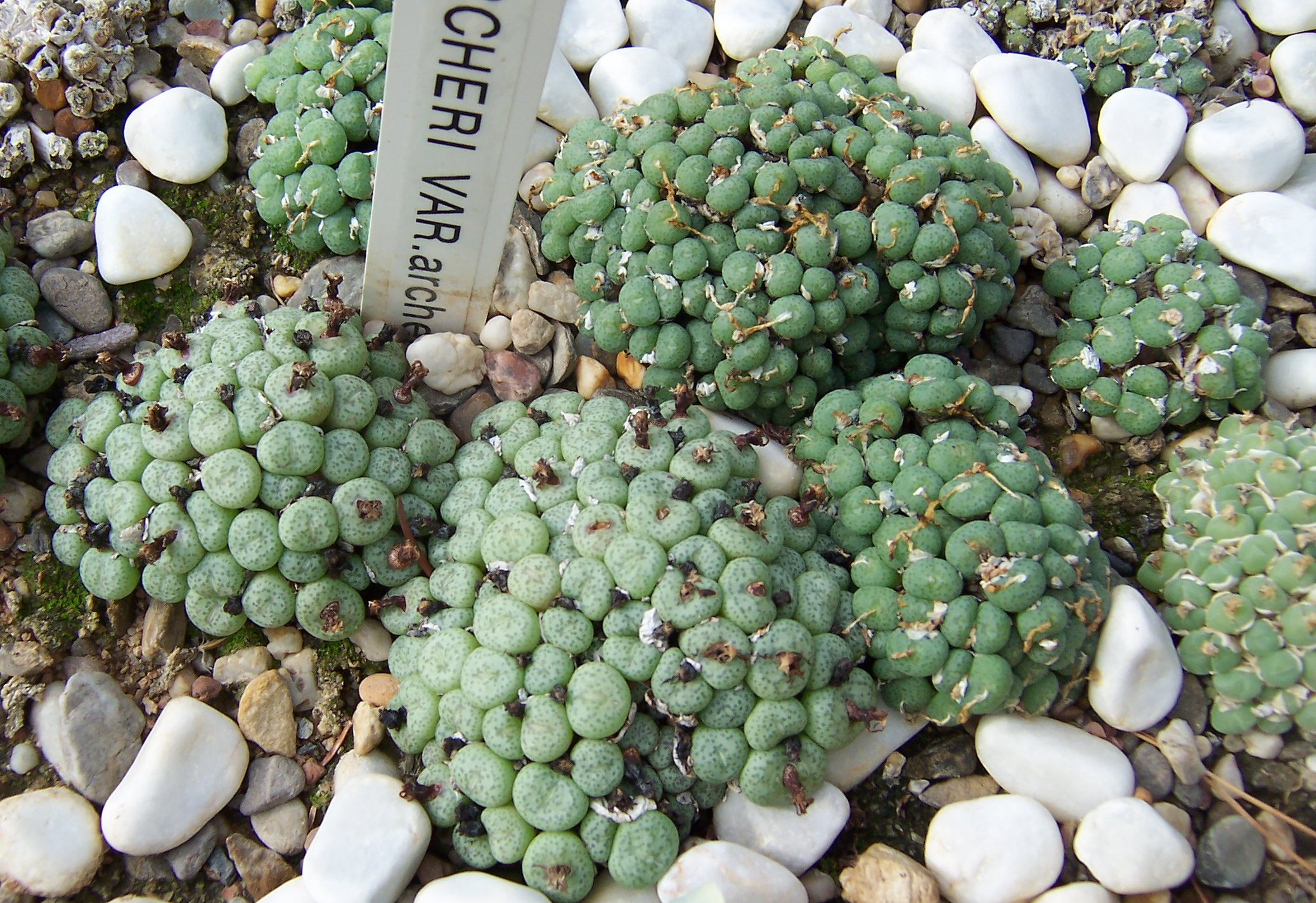